# 李守賢
李 守賢（り しゅけん、1189年 - 1234年）は、モンゴル帝国に仕えた漢人将軍の一人である。字は才叔。大定府義州弘政県の出身。

## 概要
李守賢の祖父は金軍の南宋侵攻に加わって功績を挙げた人物で、捕虜とした500名を殺すよう命じられながらこれを逃がした逸話で知られていた」。金朝の大安初年に李守賢は兄弟の李庭植・李守正・李守忠および従兄弟の李伯通・李伯温らとともにムカリ率いるモンゴル軍に降り、後にチンギス・カンに謁見した際にはと李庭植が龍虎衛上将軍・右副元帥・崇義軍節度使に、李守賢が錦州臨海軍節度観察使に、李守忠が都元帥にそれぞれ任じられて河東を守った。モンゴル朝廷は山西地方を要害の地と見なしており、現地の者たちの懐柔のために李守賢を河東南路兵馬都総管に任じて河東にゆかせた所、現地の者たちは皆李守賢を歓迎したという。
1228年（戊子）、李守賢はモンゴル高原に赴いて知平陽府事兼本路兵馬都総管の地位を授けられた。1230年（庚寅）には第2代皇帝オゴデイの金朝親征に従軍し、オゴデイは平陽に至った所で田野が荒れ果てている理由を李守賢に尋ねた。そこで李守賢は「民が貧困であるのは、農耕具に乏しいためです」と答えたところ、オゴデイの命により牛1万頭が供給されたという。その後、山西地方を南下したオゴデイ軍が河中府の攻略を始めると、李守賢は遠路の行軍に疲弊した兵に代わって先鋒を務めると申し出、李守賢の活躍にによって河中府を陥落させることに成功した。翌年には潼関を過ぎ、2月には趙雄の兵を芮城で破った。
この頃、三峰山の大敗北で金朝の野戦軍の大部分を破ったモンゴル軍は金朝の首都の開封の包囲を始め（開封攻囲戦）、その間李守賢は嵩州・汝州の駐屯を命じられた。しかし少室山の太平寨には未だ10万あまりの金軍が健在であり、李守賢は事前に守将のに守護の才がないことを見極めた上で1233年（癸巳）正月に身軽な者数十人を選んで崖を登らせ、守兵を始末したことで全軍が城内に侵攻しこれを陥落させた。李守賢は略奪を厳しく禁じたため、未だモンゴルに降っていない者たちも帰服し、連天寨・交牙寨・蘭若寨・香炉寨が次々と降ったという。
これ以後も河南で未だモンゴルに服属しない諸勢力の平定に尽力し、首魁の強元帥なる人物が配下を率いて出奔した際には李守賢がこれを追って投降させている。また、秦藍帥王祐は数万の兵を集めて南山でモンゴルへの反抗を続けたが、李守賢が使者を派遣して投降を促したところ、李守賢の武威を知っていた王祐は配下を率いて降ったという。関東・洛西の平定に李守賢は大きな功績を残したが、その直後の1234年（甲午）10月に46歳にして亡くなった。